# Nedre Svartsjön
Nedre Svartsjön är en sjö i Hultsfreds kommun i Småland och ingår i Emåns huvudavrinningsområde. Sjön är 12 meter djup, har en yta på 0,227 kvadratkilometer och befinner sig 144,1 meter över havet. Nedre Svartsjön ligger i Emåns vattensystem i Kalmar län Natura 2000-område. Sjön avvattnas av vattendraget Pauliströmsån.

## Delavrinningsområde
Nedre Svartsjön ingår i det delavrinningsområde (636903-148483) som SMHI kallar för Utloppet av Nedre Svartsjön. Medelhöjden är 182 meter över havet och ytan är 11,17 kvadratkilometer. Räknas de 13 avrinningsområdena uppströms in blir den ackumulerade arean 211,82 kvadratkilometer. Pauliströmsån som avvattnar avrinningsområdet har biflödesordning 2, vilket innebär att vattnet flödar genom totalt 2 vattendrag innan det når havet efter 123 kilometer. Avrinningsområdet består mestadels av skog (80 procent). Avrinningsområdet har 0,38 kvadratkilometer vattenytor vilket ger det en sjöprocent på 3,4 procent.